# Cuspidor-de-máscara-preta
Papa-mosquitos-de-mascarilha ou cuspidor-de-máscara-preta (Conopophaga melanops) é uma espécie de ave da família Conopophagidae. É endémica do Brasil, vivendo na Mata Atlântica. Mede cerca de 11,5 cm de comprimento e há dimorfismo principalmente na cabeça (a do macho possui coloração cinza, enquanto da fêmea é laranja). Os seus habitats naturais são florestas subtropicais ou tropicais húmidas de baixa altitude. Alimenta-se principalmente de insetos. Vive solitário ou em pares.

## Taxonomia
O naturalista francês Louis Jean Pierre Vieillot descreveu o cuspidor-de-máscara-preta em 1818, nomeando a espécie de melanops, originada das palavras do grego antigo melas, que significa "preto", e ops, que significa "face". Há três subespécies reconhecidas:
- C. m. perspicillata (Lichtenstein, MHK, 1823) - Bahia e Sergipe;
- C. m. melanops (Vieillot, 1818) - sudeste do Brasil; e
- C. m. nigrifrons Pinto, 1954 - Paraíba e Alagoas.

## Descrição
Medindo 11,5 cm (4,5 pol.), é um pássaro de pequeno porte, com formato redondo e cauda curta. Exibe dimorfismo sexual, já que o macho tem plumagem de cores distintas e a fêmea é de cor mais marrom em geral. O macho possui rosto e bochechas negras com uma coroa laranja contrastante e garganta branca. As partes superiores são acastanhadas e as inferiores cinza claro, as penas do ventre mais brancas e os flancos tendem a amarelar. A fêmea é mais marrom na parte superior com uma sobrancelha branca e uma mancha amarela nas asas. Assemelha-se ao chupa-dente (Conopophaga lineata).

## Distribuição e habitat
É encontrado no leste do Brasil, da Paraíba a Santa Catarina. Seu habitat natural são florestas subtropicais ou tropicais úmidas de várzea, onde é uma ave do sub-bosque e do solo da floresta. Sua distribuição ao longo das áreas costeiras do leste do Brasil foi fragmentada pela destruição do habitat. Apesar da plumagem vistosa, este e outros comedores de mosquitos são furtivos e raramente são vistos.

## Comportamento
A espécie é monogâmica e territorial, sendo que o tamanho médio de seu território mede 2,94 hectares. A reprodução ocorre ao longo de três meses e o ninho em forma de plataforma é construído sobre galhos ou uma folha de palmeira perto do solo. Uma ninhada de dois ovos é colocada.

## Conservação
Em 2018, a União Internacional para a Conservação da Natureza (IUCN) a considerou uma "espécie pouco preocupante". A IUCN observou que possui um alcance muito grande e sua tendência populacional demonstra estabilidade. No entanto, o tamanho de sua população não foi aferido.